# Imperial Brands
Imperial Brands plc, ранее Imperial Tobacco Group plc, — международная табачная компания, четвёртая в мире по величине. Штаб-квартира расположена в Бристоле, Англия. Акции компании котируются на Лондонской фондовой бирже, составная часть индекса FTSE 100.

## История
«Imperial Tobacco Company» была создана в 1901 году путём объединения 13 британских компаний, производящих табак и сигареты и опасающихся конкуренции «American Tobacco Company»: «W. D. & H. O. Wills» из Бристоля (ведущий производитель того времени), «John Player & Sons» из Ноттингема и 11 малых независимых семейных предприятий, включая «Stephen Mitchell & Son», «Lambert & Butler», «William Clarke & Son», «Franklyn Davey», «Edwards Ringer», «J & F Bell and F & J Smith».
В 1902 году «Imperial Tobacco Company» и «American Tobacco Company» достигли договорённости о создании совместного предприятия «British American Tobacco» и разделении сфер влияния. «American Tobacco» продала свою долю в 1911 году, тогда как «Imperial Tobacco» сохраняла интерес к «British American Tobacco» до 1980 года.
В 1973 году «Imperial Tobacco Company», занявшись (помимо прочего) покупкой сетей ресторанов и дистрибьюторской деятельностью, изменила своё название на «Imperial Group». В 1986 году компания была приобретена конгломератом «Hanson plc» за 2.5 млрд £. В 1996 году, в соответствии с решением сосредоточиться на производстве табака, произошло разъединение «Hanson» и «Imperial».
В 2002 году «Imperial Tobacco» приобрела четвертую по величине табачную компанию мира «Reemtsma Cigarettenfabriken» из Германии. В 2007 году «Imperial Tobacco» за 1,9 млрд $ приобрела «Commonwealth Brands Inc.» — четвёртую по величине табачную компанию в США. В 2008 году «Imperial Tobacco» приобрела пятую по величине в мире табачную компанию «Altadis».
В апреле 2014 года Imperial объявила о закрытии своего многолетнего завода Horizon в Ноттингеме. Фабрика закрылась в 2016 году, что ознаменовало прекращение производства сигарет в Англии. Также фабрика была закрыта во Франции.
15 июля 2014 года Reynolds American согласилась купить Lorillard Tobacco Company из Гринсборо за 27,4 миллиарда долларов.
1 ноября 2018 года «Imperial Tobacco Company» объявила, что к 2020 году производство на заводе в Рейдсвилле будет остановлено.
В феврале 2016 года Imperial сменила название на Imperial Brands, чтобы дистанцироваться от табака.
В 2012 году Стефан Бомхард стал новым исполнительным директором Imperial Brands. Бомхард сказал, что Imperial выплатит акционерам 2,3 миллиарда фунтов стерлингов в 2023 году за счёт дивидендов и выкупа акций.

## В России
Компании Imperial Tobacco с 2007 года принадлежит старейшая табачная фабрика России «Балканская звезда» (Ярославль).
С 9 марта 2022 года из-за вторжения России на Украину Imperial Tobacco останавливает производство на заводе в Волгограде и прекращает продажи и маркетинговую деятельность в России.
15 марта 2022 года Imperial Brands начала переговоры с российской компанией о продаже бизнеса в России.